# Krobia
Krobia (niem. Kröben) – miasto w woj. wielkopolskim, w powiecie gostyńskim, siedziba gminy miejsko-wiejskiej Krobia. W latach 1975–1998 miasto administracyjnie należało do woj. leszczyńskiego. Jest głównym miastem Biskupizny. Dawniej miastem władali biskupi poznańscy.
Według danych z 30 czerwca 2016 miasto liczyło 4 284 mieszkańców.

## Położenie
Miasto leży na krawędzi Wysoczyzny Kaliskiej. 
Na zachód od Krobi znajduje się wieś Pudliszki, w której znajduje się jedna z najbardziej znanych w Polsce przetwórni warzyw i owoców. 

## Historia
Krobia była wzmiankowana w 1232 jako wieś i była już wtedy własnością biskupów. W 1258 przypuszczalnie była grodem kasztelańskim. Prawa miejskie uzyskała prawdopodobnie w 1332. W XV w. w Krobi odnotowano przypadki sądzenia spraw przez sąd starosty (grodzki). W czasie wojny trzynastoletniej Krobia wystawiła w 1458 roku 10 pieszych na odsiecz oblężonej polskiej załogi zamku w Malborku. W XVI wieku w mieście tworzył Piotr Rusiecki. Miasto biskupstwa poznańskiego, pod koniec XVI wieku leżało w powiecie kościańskim województwa poznańskiego. W 1602 obradował tu synod kontrreformacyjny. W 1757 większość miasta strawił pożar, ale zostało odbudowane. Po Rozbiorach Polski miasto przyłączono do Królestwa Prus. W 1793 albo 1798 Krobia została siedzibą powiatu i była nią aż do roku 1887. Miasto należało do dóbr biskupich do 1796 albo 1798. W okresie Wiosny Ludów polskie oddziały opanowały miasto. Mieszkańcy wzięli udział w powstaniu wielkopolskim i walczyli w rejonie Leszna i Rawicza. Traktat wersalski przyznał Krobię Polsce. Po wybuchu II wojny światowej Niemcy rozstrzelali 15 wytypowanych mieszkańców. Wojna zakończyła się, gdy do miasta wkroczyły 23-25 stycznia 1945 oddziały I Frontu Ukraińskiego.

## Transport
Przez Krobię przebiega droga wojewódzka nr 434 Łubowo - Rawicz. stacja kolejowa Krobia obsługuje linię kolejową Leszno-Krobia-Krotoszyn-Ostrów Wielkopolski, a kiedyś także linię kolejową Miejska Górka-Krobia-Gostyń.

## Zabytki

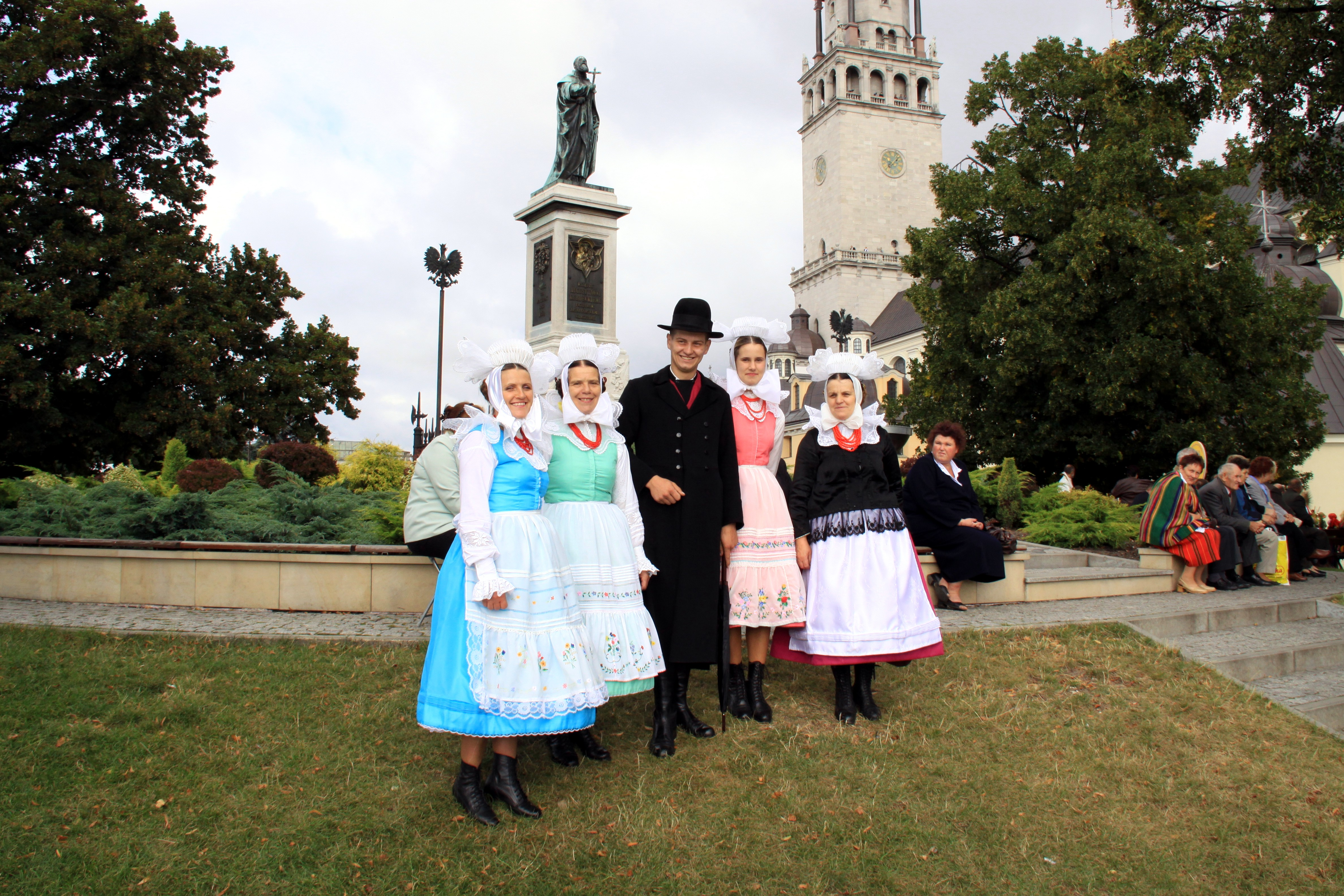
Mieszkańcy wielkopolskiej Krobi w strojach regionalnych w Częstochowie

- kościół parafialny św. Mikołaja z lat 1757-1767[10], we wnętrzu renesansowe monstrancje, barokowe i rokokowe kielichy, cenne obrazy i meble, portrety rodziny Pudliszkowskich, tablica nagrobna Baltazara Czackiego[6][4].
- kaplica św. Idziego z XII wieku, przebudowywana w XV i XIX wieku[10], jeden z najstarszych obiektów sakralnych w Wielkopolsce, zbudowany w stylu romańskim, z barokową fasadą z XVII w.[3].
- szachulcowa kaplica Świętego Ducha z 1745[10]
- Ratusz z 1795 roku, przebudowany w XIX wieku[10]. Na wschodniej ścianie pamiątkowa tablica upamiętniająca rozstrzelanie 15 obywateli Krobi i okolic podczas II wojny światowej - 21 października 1939 roku[4].
- ruiny zamku biskupiego z ok. XVI wieku[10] (zamek został rozebrany w XIX wieku)[3].

Ochronie podlega również średniowieczne założenie urbanistyczne i zespół budowlany miasta o zwartej, piętrowej zabudowie.

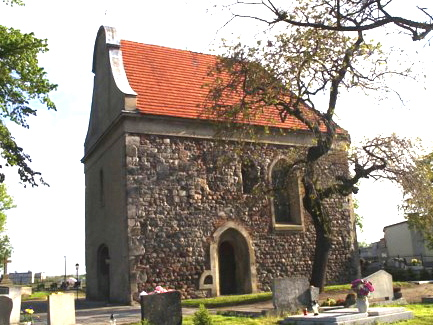
Kaplica romańska pw. św. Idziego z XII wieku
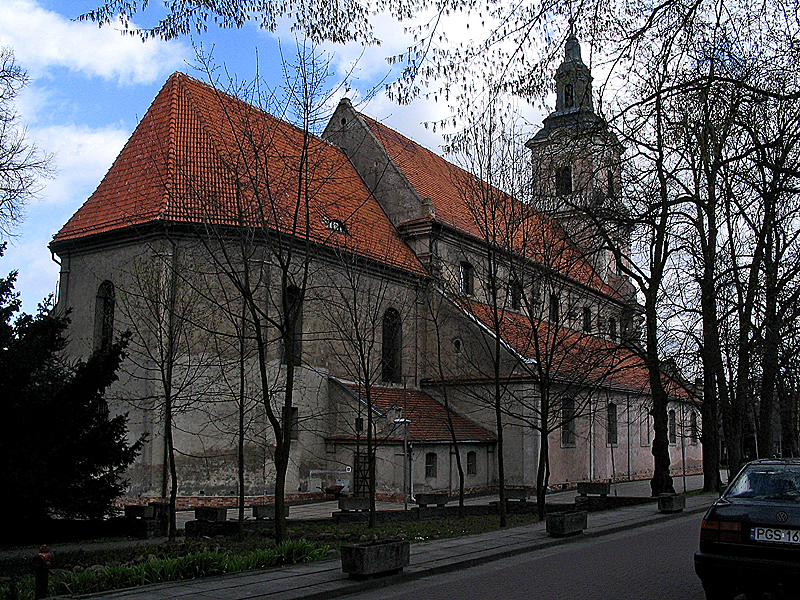
Kościół św. Mikołaja w stylu barokowym
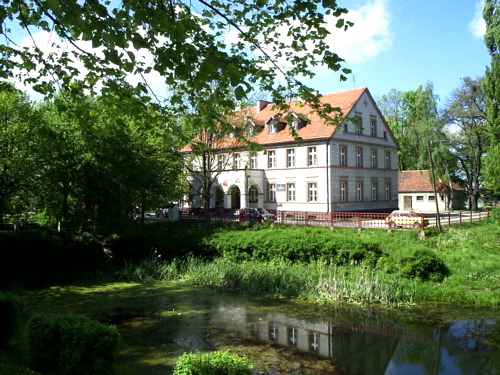
Wyspa Zamkowa
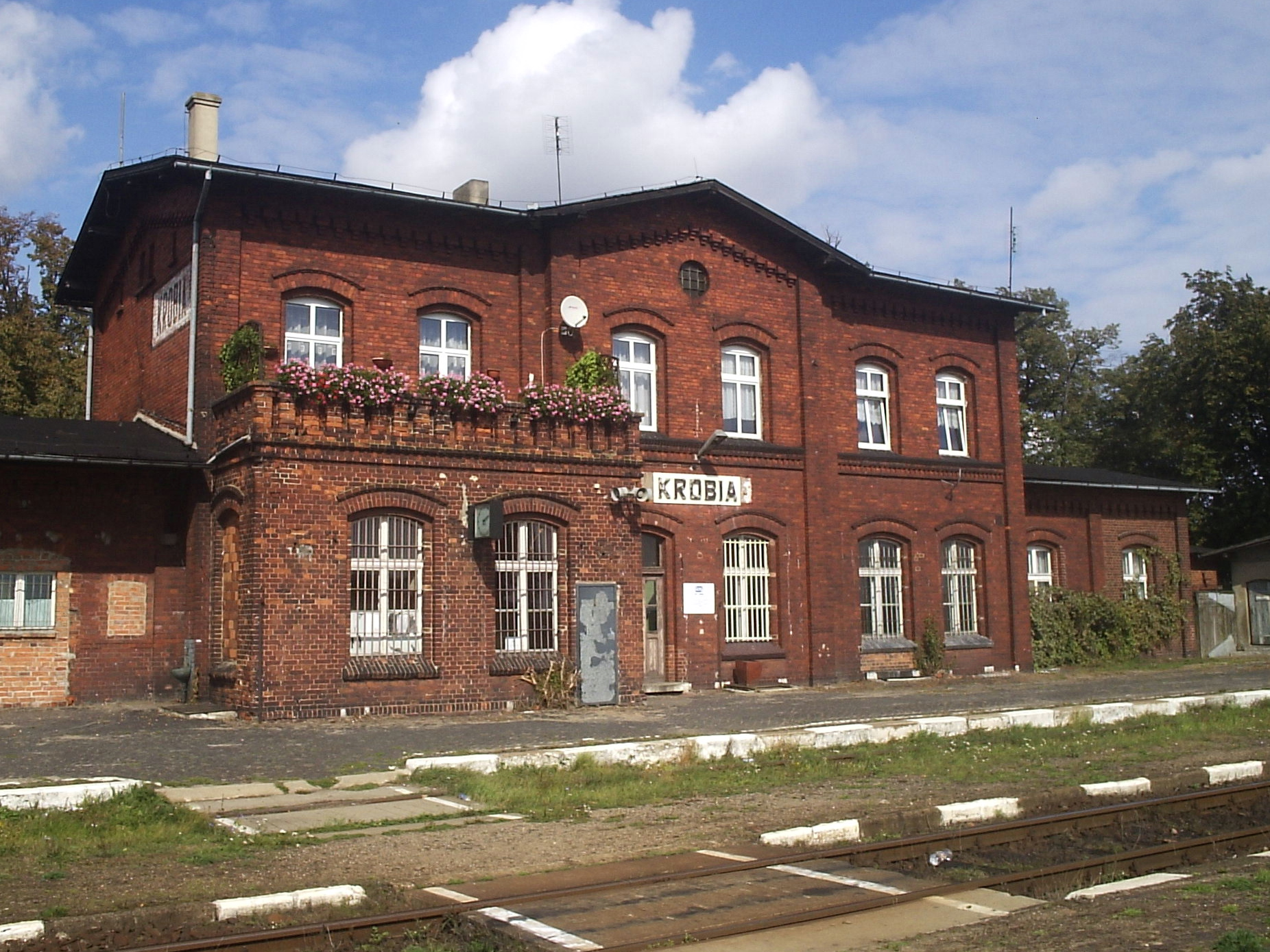
Dworzec kolejowy
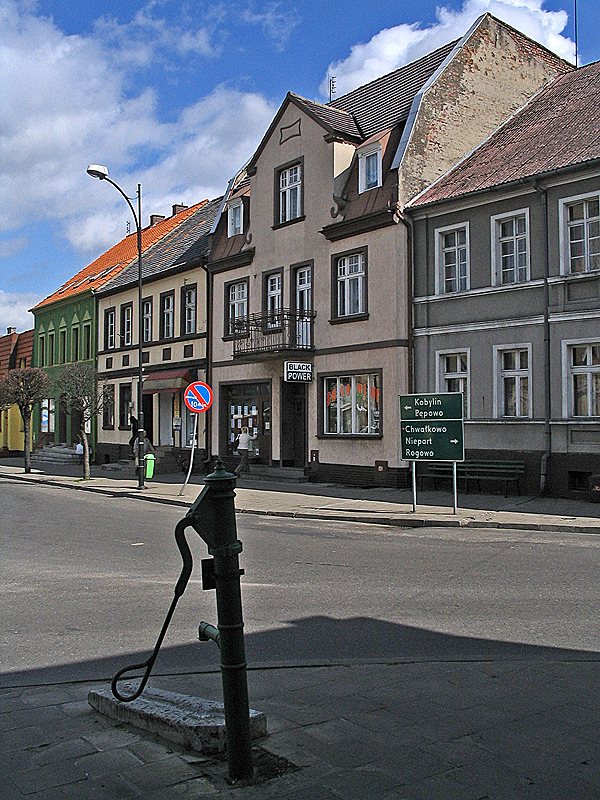
Rynek miejski
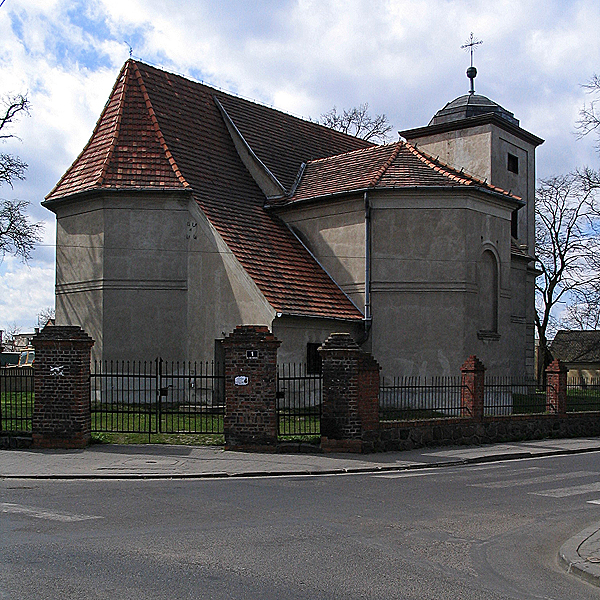
Kościół św. Ducha

## Turystyka
Przez Krobię przebiega zielony turystyczny szlak pieszy im. Adama Mickiewicza z Leszna do Smolic.

## Demografia

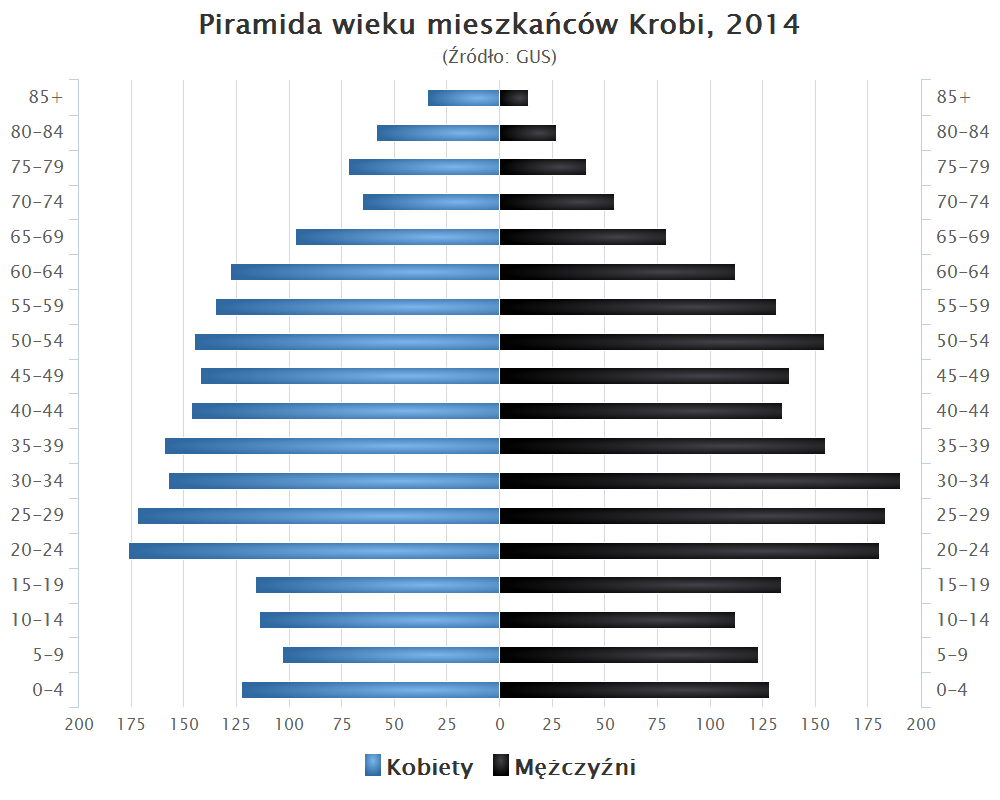
Piramida wieku mieszkańców Krobi w 2014 roku

## Współpraca międzynarodowa
- Schinnen (od 2001)[11]
- Révfülöp (od 2017)[12]